# Pseudoprotoribates luxtoni
Pseudoprotoribates luxtoni är en kvalsterart som beskrevs av H. Weigmann och Monson 2004. Pseudoprotoribates luxtoni ingår i släktet Pseudoprotoribates och familjen Liebstadiidae. Inga underarter finns listade i Catalogue of Life.